# Sympiesomorpha ornata
Sympiesomorpha ornata är en stekelart som beskrevs av Masi 1917. Sympiesomorpha ornata ingår i släktet Sympiesomorpha och familjen finglanssteklar.
Artens utbredningsområde är Seychellerna. Inga underarter finns listade i Catalogue of Life.